# Ophiarachna quinquespinosa
Ophiarachna quinquespinosa is een slangster uit de familie Ophiodermatidae.
De wetenschappelijke naam van de soort werd in 1922 gepubliceerd door René Koehler.